# Liste der Naturdenkmale in Weidenstetten
| Naturdenkmale | Anzahl |
| ------------- | ------ |
| FND           | 0      |
| END           | 5      |
| Gesamt        | 5      |

Die Liste der Naturdenkmale in Weidenstetten nennt die verordneten Naturdenkmale (ND) der im baden-württembergischen Alb-Donau-Kreis liegenden Gemeinde Weidenstetten. In Weidenstetten gibt es insgesamt fünf als Naturdenkmal geschützte Objekte, keines ist ein flächenhaftes Naturdenkmal (FND), alle sind Einzelgebilde-Naturdenkmale (END).
Stand: 1. November 2016.

## Einzelgebilde (END)
| Name                                   | Bild | Kennung     | Einzelheiten  | Position | Fläche Hektar | Datum         |
| -------------------------------------- | ---- | ----------- | ------------- | -------- | ------------- | ------------- |
| Feldgehölz beim ehemaligen Distelhof   |      | 84251300001 | Weidenstetten | ???      | 0,0           | 30. Aug. 1994 |
| 1 Feldahorn                            | BW   | 84251300003 | Weidenstetten | ⊙        | 0,0           | 30. Aug. 1994 |
| 1 Linde (mit seltenem Mistelvorkommen) | BW   | 84251300005 | Weidenstetten | ⊙        | 0,0           | 30. Aug. 1994 |
| 1 Linde                                | BW   | 84251300004 | Weidenstetten | ⊙        | 0,0           | 30. Aug. 1994 |
| 1 Rotbuche                             |      | 84251300002 | Weidenstetten | ???      | 0,0           | 30. Aug. 1994 |
| Legende für Naturdenkmal               |      |             |               |          |               |               |